# Jumarauai ibn Ahmad ibn Tulun
Abu 'l-Jaish Jumarauai ibn Ahmad ibn Tulun (en árabe: أبو الجيش خمارويه بن أحمد بن طولون‎; 864-18 de enero de 896) fue hijo del fundador de la dinastía tuluní, Ahmad ibn Tulun. Su padre, señor autónomo de Egipto y del Levante, lo designó sucesor. Cuando Ibn Tulun murió en mayo de 884, Jumarauai lo sucedió. Después de frustrar un intento de deponerlo, en 886 logró obtener el reconocimiento de su autoridad sobre Egipto y el Levante en calidad de gobernador hereditario en nombre del califa abasí. En 893 renovó el acuerdo con el nuevo califa, al-Mutádid, y lo selló desposando a su hija Qatr al-Nada con el califa.
En el apogeo de su poder, la autoridad de Jumarauai se extendía desde la frontera bizantina en Cilicia y la Alta Mesopotamia hasta Nubia. En el ámbito interno, su reinado estuvo marcado por un derroche de fondos en exhibiciones extravagantes de riqueza, construcción de palacios y patrocinio de artistas y poetas. Además de tener que mantener un ejército profesional considerable y garantizar su lealtad mediante ricos obsequios, estos dispendios vaciaron el erario al final de su reinado. Jumarauai fue asesinado por un sirviente palaciego en 896, y lo sucedió su hijo Jaish, quien fue depuesto tras unos meses en favor de otro de sus hijos, Harún ibn Jumarauai. El estado tuluní entró en un período de agitación y debilidad, que concluyó con la reconquista del territorio por los abasíes en 904-905.

## Origen
Nació en Samarra en 864. Su padre, Ahmad ibn Tulun, hijo de un soldado esclavo turco, fue nombrado gobernador de Egipto en 868. En 871 expulsó al agente fiscal califal y asumió el control directo de los ingresos de la región, que utilizó para crear su propio ejército de soldados esclavos (ghilmān). Apoyándose en esta poderosa fuerza militar y aprovechando las diferencias cada vez mayores entre el impotente califa al-Mu'tamid y su hermano y regente de facto al-Muwaffaq —en 882 al-Mu'tamid trató incluso de huir de Samarra y buscar el amparo de Ibn Tulun— logró hacerse con el control del Levante y de la zona fronteriza con el Imperio bizantino (el thughūr), así como de parte de la Alta Mesopotamia, hasta Raqa.

## Sucesión y relaciones con los abasíes
En 882, tras una fallida rebelión de su hermano mayor Abás, tenido por cruel y poco digno de confianza, Jumarauai fue nombrado adjunto de su padre en Egipto y heredero, situación que Ibn Tulun confirmó a petición de sus generales poco antes de morir el 10 de mayo de 884. El advenimiento de Jumarauai se produjo sin sobresaltos merced al respaldo de los poderosos del régimen tuluní; Abás hubo de reconocer la autoridad de su hermano, pero incluso así no se libró de ser asesinado poco después. La sucesión de Jumarauai al cargo de su padre fue un hito importante en la disolución gradual del califato abasí: era la primera vez en la historia abasí en la que, en un territorio tan grande y rico como Egipto, un emir heredaba el cargo de su padre el valí, cuya legitimidad derivaba en principio del nombramiento del califa.
En sus últimos meses, Ibn Tulun había tratado de lograr una reconciliación con al-Muwaffaq sobre la base del reconocimiento de su autoridad sobre Egipto y el Levante, pero su muerte interrumpió las negociaciones con Bagdad. Como Jumarauai era joven y carecía de experiencia, uno de los principales generales de Ibn Tulun, Ahmad ibn Muhammad al-Wasiti, alentó a los abasíes a atacar y recobrar los territorios tuluníes. Los generales Ishaq ibn Kundaj e Ibn Abi'l-Saj atacaron los dominios tuluníes del Levante: Damasco cayó en su poder cuando el gobernador de la plaza desertó, pero los territorios que conquistaron al comienzo de la campaña los perdieron poco después. En la primavera de 885, el hijo de al-Muwaffaq, Abu'l-Abbas (el futuro al-Mutádid) fue enviado para tomar el mando de la invasión. Pronto venció a los tuluníes y los obligó a retirarse a Palestina, pero, después de enemistarse con Ibn Kundaj e Ibn Abi'l-Saj, este último abandonó la campaña y se llevó consigo a sus tropas. En la batalla de Tawahin del 6 de abril, Jumarauai se enfrentó personalmente a Abu'l-Abbas. El comienzo de la lid favoreció al príncipe abasí y Jumarauai hubo de huir, pero el general tuluní Saad al-Aysar se alzó finalmente con la victoria; el abasí escapó y gran parte de su ejército fue hecho prisionero por los vencedores. Al-Aysar trató luego de rebelarse en Damasco, pero Jumarauai se apresuró a sofocar la revuelta y se afirma que incluso mató al rebelde con sus propias manos.
Pese a todo, Jumarauai continuó buscando un acercamiento con la corte abasí: trató a los cautivos de Tawahin con una clemencia excepcional, dándoles la opción de permanecer en Egipto a su servicio o de regresar a Irak pagar sin rescate. Esta actitud permitió finalmente alcanzar un acuerdo en diciembre del 886, por el cual Jumarauai fue reconocido como gobernador hereditario de Egipto y el Levante por un período de treinta años, a cambio de un tributo anual cuyo monto no se fijó. Jumarauai venció a Ibn Jundach entre el 886 y el 890 y el gobernador de la Alta Mesopotamia, Ibn Abi'l-Saj, se sometió a su autoridad. Al mismo tiempo, el de Tarso, Yazaman al-Jadim, también lo hizo, con lo que la marca cilicia quedó también sometida al dominio tuluní.

Mapa de los dominios tuluníes hacia el fin del gobierno de Jumarauai

El advenimiento de al-Mutádid al trono califal en 892 mejoró las relaciones entre Egipto y la corte de Bagdad. El nuevo califa era consciente de que no podía derrotar a los tuluníes, por lo que optó por la conciliación: en la primavera del 893, confirmó a Jumarauai en su cargo de gobernador autónomo de Egipto y el Levante a cambio de un tributo anual de trescientos mil dinares y del pago de doscientos mil más que se le debían por pagos atrasados, además de la devolución a la administración califal de las dos provincias mesopotámicas (Diyar Rabi'a y Diyar Mudar). Por añadidura, las prestigiosas fábricas de ṭirāz de Alejandría y Fustat, que producían estandartes gubernamentales y túnicas de gala, quedaron bajo control califal. Para sellar el pacto, Jumarauai ofreció a su hija Qatr al-Nada como esposa a uno de los hijos del Califa, pero al-Mutádid decidió desposarla él mismo. La llegada a Bagdad de la novia estuvo marcada por el lujo y la extravagancia de su séquito, que contrastaba intensamente con el aspecto de la empobrecida corte califal. La princesa tuluní trajo consigo un millón de dinares como dote, un regalo de bodas que se consideró el más suntuoso de la historia árabe medieval; las fastuosas celebraciones nupciales siguieron dieron lugar a leyendas populares egipcias que pervivieron hasta bien entrada la época otomana.

## Política interna
La extravagante boda muestra el famoso derroche monetario de Jumarauai; de hecho, Haarman considera que las bodas fueron una argucia del califa para arruinar a su poderoso y rico vasallo egipcio. Ansioso por dejar patente su riqueza, el gobernador tuluní también construyó numerosos palacios para sí y sus favoritos, e hizo famosas exhibiciones de extravagancia real, entre las que se contaron la fabricación de una cama llena de mercurio y cubierta de cojines llenos de aire en la que se podía acunar hasta dormirse o el mantenimiento como animal de compañía de un león de ojos azules. Las fuentes afirman también que nunca montó dos veces el mismo caballo. Por otra parte, fue asimismo un generoso mecenas de las artes, de los estudiosos y de los poetas. Uno de sus protegidos fue el gramático Muhammad ibn Abdallah ibn Muhammad ibn Muslim, que también fue tutor de sus hijos, mientras que al-Qasim ibn Yahya al-Maryami escribió panegíricos en su honor. Todo esto tuvo un alto precio: para cuando falleció, el tesoro tuluní (que según los informes había contenido diez millones de dinares en el momento de su investidura) estaba vacío y el dinar había perdido dos tercios de su valor. Su despilfarro suscitó críticas de eruditos religiosos y de historiadores contemporáneos y posteriores.
En cuanto a la política interna, su reinado se caracterizó por el lujo y la decadencia, pero también fue una época de relativa tranquilidad tanto en Egipto como en el Levante, un hecho poco común por entonces. El principal pilar del poder de Jumarauai era el poderoso ejército que había formado su padre siguiendo estrechamente el modelo de los propios abasíes, que había creado un ejército profesional en tiempos del califa Al-Mutásim. El ejército tuluní lo formaban principalmente turcos, griegos bizantinos (rūm) y negros africanos (ghulam o «sudaneses»), así como mercenarios bizantinos. A ellos, Jumarauai les agregó un regimiento especial, el de los al-mujtāra (los «elegidos» o «escogidos»), principalmente beduinos del este del delta del Nilo, una zona de gran importancia, ya que controlaba la ruta que conectaba el Levante y Egipto. Parece ser que existía además una subunidad de los al-mujtāra compuesta por mil africanos negros. A pesar del indudable talento militar y la valentía personal que mostró después de Tawahin, Jumarauai nunca gozó de una autoridad sobre el ejército equivalente a la que había tenido su padre. Esto hizo que tratase de comprar la lealtad de los soldados con suntuosos donativos, lo que coadyuvó aún más a agotar el erario. Las dificultades financieras parecen haber sido inherentes al modelo abasí que emularon los tuluníes, como resultado de la incapacidad del Estado para sufragar los gastos de mantener un gran ejército permanente, en fundamentalmente inactivo. La gestión fiscal se confió a Alí ibn Ahmad al-Madharai con la esperanza de que este aumentaría los fondos disponibles: el nombramiento marcó el comienzo del dominio que la familia al-Madhara'i tuvo en la administración egipcia —especialmente en el ramo del fisco— durante el medio siglo siguiente.

## Muerte y sucesión
A Jumarauai lo asesinó el 18 de enero de 896 uno de sus sirvientes, que estaba amancebado con su esposa favorita. Jumarauai descubrió la relación, lo que hizo que el sirviente temiese por su vida y urdiese una conspiración que se cobró la vida del señor tuluní. Tras su asesinato, el estado tuluní entró en un período de inestabilidad: sus herederos eran menores de edad; su hijo Jaish ibn Jumarauai fue depuesto y asesinado en noviembre de ese mismo año, y el cargo pasó entonces al hermano menor, Harún ibn Jumarauai (896-904). Al-Mutádid se apresuró a aprovechar la coyuntura: en el 897 extendió su control sobre las marcas fronterizas y obligó a los tuluníes a devolverle toda la Siria al norte de Homs; aumentó también el tributo anual a cuatrocientos cincuenta mil dinares a cambio de reconocer la autoridad de Harún. Durante los siguientes años, la inestabilidad siguió en los dominios tuluníes al tiempo que se redoblaban las incursiones cármatas; esto impelió a muchos seguidores de los tuluníes a pasarse a las filas del remozado califato. Finalmente, en 904-905, el sucesor de al-Mutádid, Al-Muktafi, invadió Egipto y reintegró completamente la región en el imperio abasí.